# Olios strandi
Olios strandi är en spindelart som beskrevs av Gábor von Kolosváry 1934. Olios strandi ingår i släktet Olios och familjen jättekrabbspindlar. Inga underarter finns listade i Catalogue of Life.